# Rafael Saborido i Carné
Rafael Saborido i Carné, (21 de maig de 1927 - 4 de juny de 2008) fou un jugador d'escacs català, campió de Catalunya d'escacs.

## Resultats destacats en competició
Saborido va començar a jugar a l'Orfeó de Sants, i va jugar també al Club d'Escacs Barcelona i al Club d'Escacs Mataró, fins que fitxà pel seu club de referència, el Ruy López-Paluzíe.

### Campionat absolut de Catalunya
Va ser Campió absolut de Catalunya en dues ocasions, el 1965 superant Miquel Albareda, i el 1966 superant Jaume Lladó Lumbera. També va ser subcampió de Catalunya en tres ocasions: el 1950, rere Antonio Medina, el 1963, rere Miquel Albareda, i el 1968 rere Pere Puig.

### Campionat absolut d'Espanya
Saborido va aconseguir ser subcampió absolut d'Espanya en quatre ocasions: el 1948 a Múrcia, rere Francisco José Pérez Pérez, el 1960 a Lugo altre cop rere FJ. Pérez, el 1963 a Cadis, rere Antonio Medina, i el 1968 a Reus rere Fernando Visier

### Torneigs internacionals
El 1961 va participar en el fort torneig internacional de Torremolinos, on fou últim, però aconseguí entaular, entre d'altres, amb els jugadors d'elit Miguel Najdorf i Lajos Portisch (el guanyador del torneig fou Svetozar Gligoric). El 1966 fou 3r en el VI Torneig Internacional de Màlaga (el campió fou Eleazar Jiménez). El 1969 jugà el Torneig Zonal de Praia da Rocha (Portimão) on hi quedà 16è (de 18); el campió fou Dragoljub Minic.

### Competicions internacionals per equips
Saborido va participar, representant Espanya, al II Campionat d'Europa per equips de l'any 1961 a Oberhausen, on hi jugà de tercer tauler, rere FJ.Pérez i l'MI Román Torán. També va jugar al 3r tauler de l'equip espanyol a l'Olimpíada d'escacs de 1964 a Tel-Aviv, rere el GM Arturo Pomar i l'MI Antonio Medina
| Any  | Competició             | Ciutat     | Tauler | Guanyades | Taules | Perdudes | %     |
| ---- | ---------------------- | ---------- | ------ | --------- | ------ | -------- | ----- |
| 1961 | II Europeu per equips  | Oberhausen | 3r     | 0         | 3      | 6        | 16,7% |
| 1964 | XVI Olimpíada d'escacs | Tel-Aviv   | 3r     | 1         | 2      | 5        | 25,0% |